# Vedic
Le Vedic est un paquebot britannique de la White Star Line. Mis en construction en 1913 dans les chantiers Harland & Wolff, il est alors destiné à transporter des émigrants quittant l'Europe, pour le compte d'une compagnie de l'International Mercantile Marine Co. Sa construction est dans un premier temps stoppée par la Première Guerre mondiale, mais le besoin de navires supplémentaires entraîne sa reprise. Le Vedic est terminé rapidement afin de servir comme cargo dans le cadre des hostilités, rôle qu'il remplit à partir de juillet 1918.
Dès le mois de décembre suivant, le navire commence cependant à servir la White Star entre Glasgow et Boston, avant d'être à nouveau utilisé à des fins militaires, cette fois-ci pour rapatrier des soldats. Refondu en 1920, le navire est transformé afin de pouvoir transporter des émigrants dans des conditions moins précaires. Il commence ensuite à servir à destination du Canada, puis est utilisé par la compagnie pour transporter les migrants désireux de quitter l'Allemagne pour les États-Unis.
En 1925, il est à nouveau refondu et sert cette fois-ci sur la route de l'Australie. Durant cette époque, il lui arrive d'être affrété par l'Armée du salut. En 1930, inutile, il est retiré du service et laissé à quai pendant plusieurs années. Lorsque la White Star fusionne avec la Cunard Line en 1934, le Vedic est jugé superflus et vendu à des démolisseurs.

## Histoire

### Construction et service de guerre
Le Vedic est mis en construction en 1913 dans les chantiers Harland & Wolff de Govan. Il n'a alors pas de nom défini, et est construit en vue de transporter des migrants européens pour le compte d'une compagnie de l'International Mercantile Marine Co. alors non définie. Il est cependant probable que la Red Star Line ait été favorite. Cette construction est particulière : le navire est le premier construit par Harland & Wolff à être propulsé exclusivement par des turbines (ces chantiers étaient en effet réticents à utiliser cette technologie et lui préféraient les machines à triple expansion, plus anciennes). Rapidement, la construction est interrompue par le début de la Première Guerre mondiale, les chantiers devant se consacrer à des projets plus urgents. Le manque de navires finit cependant par entraîner la reprise de la construction du Vedic. Ce n'est cependant plus un paquebot mais un cargo qui est construit, afin de soutenir l'effort de guerre. C'est donc sous cette forme que le Vedic est lancé le 18 décembre 1917. Afin de l'adapter à son service de guerre, il est pourvu de mâts à charnières, pouvant se replier, et d'une cheminée plus petite que prévu, le tout afin de leurrer les sous-marins ennemis. Il est également peint avec un camouflage Dazzle dans des nuances de gris contrastées. Après son lancement, le navire est conduit à Belfast pour y recevoir ses machines.
Le Vedic entame son service militaire dans le cadre du Liner Requisition Scheme le 11 juillet 1918, quittant Belfast pour la Clyde puis pour Boston afin de servir de transport de troupes. Dès le mois d'août, il est libéré par le gouvernement, et acquis par la White Star Line qui lui fait faire sa première traversée commerciale entre Glasgow et Boston dès le 28 décembre. Cependant, sa forme encore sommaire et sa capacité de transport entraîne une nouvelle réquisition, afin de rapatrier un millier de soldats britanniques stationnés en Russie : le navire quitte Arkhangelsk le 20 septembre 1919. Au cours de cette mission, il s'échoue dans les Orcades. Il reçoit rapidement l'aide de navires de guerre et de remorqueurs, et peut poursuivre son service.

### Service commercial

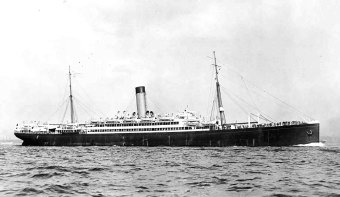
Le Vedic est rapidement remplacé par le Canopic sur la ligne au départ de l'Allemagne.

En 1920, la White Star Line décide de faire refondre le navire à Middlesbrough, afin de l'adapter pleinement au transport de migrants. Le navire n'est pas luxueux, mais la refonte lui donne une apparence moins sobre : sa nouvelle peinture, sa superstructure retouchée et sa plus grande cheminée lui donnent l'apparence d'un navire neuf. À partir du mois d'août, il sert sur la ligne en entre Liverpool et le Canada. Par la suite, selon la saison, il lui arrive également de s'arrêter à Halifax, Portland (Maine) et de New York.
L'évolution des flux migratoires entraîne son changement de ligne dès 1922. Avec le Poland, le Vedic est déplacé sur une ligne partant de Brême pour faire escale à Southampton et Cherbourg, avant d'arriver à Québec et Montréal. Dès la fin de la saison, les terminus sont changés au profit de Halifax et New York. Ceci permet à la compagnie (ses rivales faisant de même) de prendre la place de la flotte allemande pendant quelques années, le temps que les navires cédés en dommage de guerre soient remplacés. Le Vedic n'effectue que quatre rotations sur cette ligne, avant d'être remplacé par le Canopic et le Pittsburgh.
En 1925, il subit une nouvelle refonte chez ses constructeurs, afin de s'adapter à sa nouvelle mission. Il est ensuite affecté à un nouveau service, conjoint entre la White Star, la Blue Star et l'Aberdeen Line en transportant des émigrants en Australie. Il effectue sa première traversée sur cette ligne le 31 octobre. Durant cette période, il lui arrive d'être affrété par l'Armée du salut. Celle-ci l'utilise pour transporter des centaines d'émigrants victimes du chômage ou de la misère. Lors de ces traversées, le Vedic arbore le pavillon de sa compagnie, ainsi que celui de l'Armée du salut, tandis que l'orchestre de cette dernière accompagne son départ en musique depuis un transbordeur naviguant à ses côtés le long de la Mersey.
À nouveau, ce service est de courte durée : rapidement, la White Star retire ses navires de la ligne australienne. Après les navires de classe Jubilee à la fin des années 1920, c'est finalement au tour du Vedic d'être mis au repos à Milford Haven, le 26 février 1930. L'année suivante, il brise ses amarres et s'échoue, avant d'être remis à flot. En novembre 1933, il est cette fois-ci impliqué dans une collision, mais à aucun moment il ne reprend du service. Avec la fusion de la White Star et de la Cunard en 1934, le Vedic, n'est plus utile. Il est vendu en juillet 1934 à l'entreprise Metal Industries Ltd, pour 10 400 livres sterling, puis est démantelé à Rosyth.

## Caractéristiques

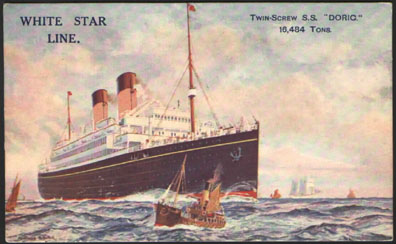
Le Doric est le seul autre navire de la White Star Line n'étant propulsé que par des turbines.

Le Vedic est un petit navire de 140,4 mètres sur 117,8, avec un tonnage initial de 9 302 tonneaux de jauge brute. Lors de sa refonte de 1925, son tonnage est ramené à 9 180. Sa petite taille s'explique par son objectif, transporter avant tout des émigrants, avec une capacité de 1 250 passagers. Ses installations sont donc rudimentaires, les agents de voyage américains faisant la promotion du navire en le décrivant comme le « navire de la démocratie » afin de ne pas parler d'émigrants.
Le Vedic est pourvu de deux mâts qui sont, durant son service de guerre, conçus pour être rétractables. Il est cependant fortement modifié en 1920, sa superstructure étant étoffée, plusieurs parties hautes du navire (passerelle de navigation, pont de poupe et de proue) étant peints en blanc souligné d'une ligne dorée. Cela permet au navire de se rapprocher du profil typique des paquebots de la compagnie. Son apparence reste cependant très différente de celle des autres navires de la White Star Line, ce qui s'explique par les conditions de sa construction, et par le fait que sa conception est standardisée afin de répondre aux urgences de la guerre.
Le paquebot se distingue enfin par sa propulsion. Premier navire à turbines construit par Harland & Wolff, il est également, avec le Doric (1923), l'un des deux seuls navires de la White Star recourant à ce type de propulsion. Ses turbines génèrent une puissance de 4 500 shp, ce qui lui permet d'atteindre, grâce à ses deux hélices, une vitesse de 14 nœuds en moyenne.